# Рассказы о Ленине (сборник рассказов)
«Рассказы о Ленине» — сборник коротких рассказов Михаила Зощенко 1939 года для детей дошкольного возраста, в которых описываются различные факты из жизни Ленина, призванные в доступной форме раскрыть маленькому читателю положительные черты вождя мирового пролетариата. В советское время рассказы были включены в списки обязательного чтения для младших школьников, причём авторство Зощенко не акцентировалось. «Рассказы о Ленине» послужили основой для большого количества анекдотов и пародий.

## Сюжеты
- Графин[2]. Согласно этой истории, маленький Володя в течение двух месяцев испытывал угрызения совести по поводу того, что он разбил в гостях графин, но не сознался. Только честно признавшись в содеянном, Володя смог спокойно заснуть.
- Серенький козлик[3]. История о том, как Ленин убедил младшего брата Митю, что дети должны быть храбрыми и не должны плакать и бояться.
- Как Ленин учился. В этом рассказе утверждается, что Ленин не только обладал огромным умом и способностями, но также был чрезвычайно работоспособен, а ещё и занимался физкультурой.
- Как Ленин бросил курить[4]. Ленин обладал железной волей. Поэтому, решив бросить курить, он сделал это в один день.
- Как Ленин перехитрил жандармов. Когда Ленин был в ссылке в Шушенском, к нему пришли жандармы искать запрещённую литературу и документы, которые хранились на нижней полке шкафа. Когда жандарм подошёл к шкафу, находчивый Ленин подал ему стул, и жандарм начал искать сверху, нижнюю полку просматривая при этом уже не очень внимательно, а потому ничего не нашёл.
- Иногда можно кушать чернильницы. Когда Ленин сидел в тюрьме, чтобы перехитрить надзирателей, он писал революционные тексты молоком, а чернильница у него была сделана из хлеба. При появлении надзирателя Ильич быстро съедал чернильницу.
- О том, как Ленин купил одному мальчику игрушку. О том, как добрый Ленин пошёл гулять с незнакомым мальчиком и купил ему игрушку.
- Ленин в парикмахерской. История о том, как Ильич отказывался стричься без очереди, тем самым проявляя свою великую скромность.
- Покушение на Ленина. Согласно этой истории, Ленин, подстреленный Каплан, сам поднялся по крутой лестнице на третий этаж.
- Ленин и часовой[5]. Ленин не обиделся на часового, потребовавшего у него пропуск, а напротив, похвалил, так как порядок един для всех.
- Как Ленину пытались подарить рыбу[6]. Время было голодное, и Ленин, как все, питался сухарями. Когда же трудящиеся попытались подарить ему рыбу, он распорядился, чтобы рыбу отправили детям в детский дом.
- О том, как тётушка Федосья беседовала с Лениным. Ленин проявил заботу о простой женщине, которая пришла в Смольный просить пенсию.
- Ленин и печник. Рассказ о том, как Ленин не обиделся на грубоватого печника Бендерина и, таким образом, оставил о себе очень приятное впечатление. Не следует путать с одноименным и сходным по сюжету стихотворением Твардовского.
- Ошибка[7]. Ленин дал неточное указание своей подчинённой, а затем признал ошибку, поскольку был справедливым человеком.
- Ленин и пчёлы. Наблюдательный Ленин догадался, где живёт пчеловод, проанализировав направление полёта пчёл.
- На охоте[8]. О том, как Ленин, несмотря на свою любовь к охоте, не стал стрелять в красивую лисицу, тем самым сохранив ей жизнь.